# Промислові підземні води
Промисло́ві підзе́мні во́ди  — води, які містять розчинені промислово корисні компоненти у такій кількості, що їх економічно доцільно добувати. Розрізняють бромні, йодні, літієві, стронцієві, йодобромні, борні, йодоборні та інші води.
З промислових вод (які є гідромінеральною сировиною) вилучаються такі мікрокомпоненти, як I, Br, B, Li, Pb, Sr W, S, Y та ін. 

## В Україні
В Україні промислові підземні води (переважно йодобромні) виявлено на Поліссі, у Придніпровській та Причорноморській низовинах.